# Забостув-Малий
Забостув-Малий (пол. Zabostów Mały) — село в Польщі, у гміні Лович Ловицького повіту Лодзинського воєводства.
Населення — 204 особи (2011).
У 1975-1998 роках село належало до Скерневицького воєводства.

## Демографія
Демографічна структура станом на 31 березня 2011 року:
|          | Загалом | Допрацездатний вік | Працездатний вік | Постпрацездатний вік |
| -------- | ------- | ------------------ | ---------------- | -------------------- |
| Чоловіки | 106     | 20                 | 72               | 14                   |
| Жінки    | 98      | 18                 | 57               | 23                   |
| Разом    | 204     | 38                 | 129              | 37                   |